# Silverbusksläktet
Silverbusksläktet (Elaeagnus) är ett släkte träd i familjen havtornsväxter, med 45–90 arter som förekommer naturligt från södra Europa till Asien, nordöstra Australien och Nordamerika. Nya studier visar att antalet arter troligen är långt mindre än man tidigare trott (Du, Fl. Yunnan. 12: 749–776. 2006). Några arter odlas som trädgårdsväxter i Sverige.
Silverbusksläktet innehåller lövfällande till städsegröna, ofta taggiga,  buskar eller små träd. Bladen är täckta med silverfärgade fjäll. Blommorna sitter ensamma i bladvecken eller i samlingar. De kan vara enkönade eller tvåkönade. Fodret är klocklikt eller rörformigt med 4–6 flikar. Kronblad saknas. Ståndarna är lika många som foderflikarna. Frukten är bärlik och består av en nöt som är innesluten i en köttig blombotten.